# Mysidia bella
Mysidia bella är en insektsart som beskrevs av Broomfield 1985. Mysidia bella ingår i släktet Mysidia och familjen Derbidae. Inga underarter finns listade i Catalogue of Life.